# السياحة في نيجيريا
السياحة في نيجيريا تتركز السياحة بشكل كبير على الأحداث، نظرًا لوجود عدد كبير من المجموعات العرقية في البلاد، ولكنها تشمل أيضًا الغابات المطيرة، والسافانا، والشلالات، وغيرها من المعالم الطبيعية. أنفق السياح 2.6 مليار دولار أمريكي في نيجيريا في عام 2015. وانخفض هذا المبلغ إلى 1.5 مليار دولار أمريكي في عام 2017.

## أماكن سياحية
تُعد أبوجا، العاصمة النيجيرية، موطنًا للعديد من الحدائق والمساحات الخضراء التي تُضفي طابعًا جماليًا على المدينة. من أبرز هذه المساحات حديقة الألفية، التي تُعتبر الأكبر في المدينة. صمم الحديقة المهندس المعماري مانفريدي نيكوليتي، وتم افتتاحها رسميًا في ديسمبر 2003 على يد الملكة إليزابيث الثانية خلال زيارتها إلى نيجيريا.
هناك أيضًا منطقة خضراء بارزة تقع في لايف كامب جواريمبا، بالقرب من مقر إقامة وزير إقليم العاصمة الفيدرالية. تتميز هذه المنطقة بوقوعها على تلة مرتفعة قليلاً وتوفر مرافق رياضية مثل ملاعب كرة السلة وكرة الريشة. بالإضافة إلى ذلك، تُعتبر حديقة المدينة، الواقعة في Wuse 2، وجهة شهيرة تحتوي على العديد من الأنشطة الداخلية والخارجية. تشمل معالمها سينما 4D، ملعبًا من العشب الصناعي، ملعب تنس، ساحة كرة الطلاء، بالإضافة إلى مجموعة متنوعة من المطاعم.
أما مدينة لاغوس، أكبر مدن نيجيريا، فقد شهدت تطورًا كبيرًا كوجهة سياحية رئيسية، لا سيما بعد مشاريع التحديث التي قادتها إدارة الحاكم السابق راجي باباتوندي فاشولا. تُعتبر لاغوس حاليًا واحدة من أكبر المدن في إفريقيا والعالم، وتتخذ خطوات ثابتة نحو التحول إلى مدينة عالمية.
كان كرنفال إيو 2009، الذي أُقيم في 25 أبريل، حدثًا بارزًا يُظهر تطلع المدينة لتحقيق مكانة عالمية. يعود أصل هذا المهرجان السنوي إلى منطقة إيبيرو ريمو بولاية أوجون. ورغم تطورها السياحي، تبقى لاغوس معروفة بشكل أساسي بأنها مركز أعمال سريع الوتيرة وموجه نحو الأنشطة الاقتصادية.

## السياحة الحضرية
لاغوس، كبرى مدن نيجيريا، أصبحت مركزًا رئيسيًا للهوية الثقافية الأفريقية و"السوداء"، حيث تستضيف العديد من المهرجانات التي تحتفل بالتنوع الثقافي والفني. تتغير فعاليات هذه المهرجانات كل عام وتُقام في أوقات مختلفة، مما يجعلها وجهة ملاغوس للمأكولات البحرية ميزة لعشاق الثقافة والفنون. من أبرز المهرجانات التي تُقام في لاغوس:
- معرض معرض فيستاك للأغذية، يُقام سنويًا في مدينة فيستاك.
- مهرجان إيو، أحد المهرجانات التقليدية الشهيرة.
- كرنفال لاغوس التراث الأسود وكرنفال لاغوس، يحتفيان بالثقافة والتراث الأفريقي.
- مهرجان إيكو السينمائي الدولي، يعرض أفلامًا محلية ودولية.
- مهرجان لاغوس للمأكولات البحرية، يُركز على المأكولات البحرية.
- مهرجان صورة لاغوس، منصة للتصوير الفوتوغرافي المعاصر.
- سلسلة لاغوس جاز مهرجان موسيقي فريد تأسس عام 2010، يمتد بين 3 إلى 5 أيام، ويُقدم عروضًا موسيقية حية متنوعة تشمل الجاز التقليدي، السول، الإيقاع والبلوز، الهيب هوب، والأفروبيت.

هذه المهرجانات تُضفي جوًا من الترفيه والمتعة للسكان المحليين والزوار، من خلال الرقص والموسيقى التي تُثري تجربة الإقامة في المدينة. لاغوس أيضًا معروفة بشواطئها الرملية الممتدة على المحيط الأطلسي، مثل شاطئ إليجوشي وشاطئ ألفا، بالإضافة إلى عدد من المنتجعات الشاطئية الخاصة مثل منتجع شاطئ إيناجبي جراند وغيره من المنتجعات في الضواحي، التي توفر ملاذًا للاسترخاء والاستمتاع بالطبيعة.
تتميز المدينة بتنوع خيارات الإقامة، بدءًا من الفنادق ثلاث نجوم إلى الفنادق الفاخرة ذات الخمس نجوم. تشمل الفنادق المحلية البارزة فنادق وأجنحة إيكو وفندق فيدرال بالاس، إلى جانب سلاسل عالمية مثل إنتركونتيننتال، شيراتون، وفور بوينتس باي هيلتون.تشمل الأماكن الثقافية والتاريخية الرئيسية في لاغوس:
- ساحة تافاوا باليوا: رمز سياسي وثقافي.
- مدينة فيستاك: مركز حضري وتراثي.
- معرض نايكي للفنون: منصة للفنون الأفريقية.
- منتزه الحرية: مكان للاسترخاء والفعاليات الثقافية.
- كنيسة كاتدرائية المسيح، لاغوس: معلم ديني وتاريخي بارز.

تمثل لاغوس مزيجًا من الثقافة والتاريخ والترفيه، مما يجعلها واحدة من أبرز الوجهات السياحية في نيجيريا وأفريقيا.

## المنتجعات والسياحة الإقليمية
منتجع أوبودو ماونتن هو مزرعة ومنتجع يقع على هضبة أوبودو في ولاية كروس ريفر . تم تطويره في عام 1951 من قبل م. ماكوجلي، وهو اسكتلندي كان أول من استكشف السلاسل الجبلية في عام 1949. قام بالتخييم على قمة جبل أوشي ريدج في جبال سانكوالا لمدة شهر قبل أن يعود مع السيد هيو جونز وهو زميل له في تربية الماشية في عام 1951. بالتعاون مع الدكتورة كروفيلد، قاموا بتطوير مزرعة أوبودو للماشية.  وعلى الرغم من أن المزرعة قد مرت بمشاكل منذ ذلك الحين، فقد تم تأهيلها إلى مجدها السابق.
منذ عام 2005، تم إطلاق تلفريك يصعد إلى ارتفاع 870 متر (2,850 قدم) من القاعدة إلى أعلى الهضبة مما يمنح الزوار منظرًا خلابًا أثناء تجاوز الطريق المتعرج للغاية إلى القمة.  يقع المنتجع على هضبة أوبودو ، بالقرب من حدود الكاميرون في الجزء الشمالي الشرقي من ولاية كروس ريفر، على بعد حوالي 110 كيلومتر (68 ميل) شرق مدينة أوغوجا و 65 كيلومتر (40 ميل) من بلدة أوبودو في منطقة الحكم المحلي أوبانليكو في ولاية كروس ريفر.  تقع على بعد حوالي 30 دقيقة بالسيارة من مدينة أوبودو وتبلغ مساحتها حوالي 332 كيلومتر (206 ميل) بالسيارة من كالابار، عاصمة ولاية كروس ريفر.  تتوفر خدمة الطيران العارض إلى مطار بيبي الذي يقع بين قرية أوبودو والمنتجع. شهدت المزرعة في الآونة الأخيرة تدفقًا من السياح النيجيريين والدوليين بسبب تطوير المرافق السياحية من قبل حكومة ولاية كروس ريفر، والتي حولت المزرعة إلى مركز شهير لقضاء العطلات والسياحة في نيجيريا. 
منذ عام 2005، تم إطلاق تلفريك يصعد إلى ارتفاع 870 متر (2,850 قدم) من القاعدة إلى أعلى الهضبة مما يمنح الزوار منظرًا خلابًا أثناء تجاوز الطريق المتعرج للغاية إلى القمة.  يقع المنتجع على هضبة أوبودو ، بالقرب من حدود الكاميرون في الجزء الشمالي الشرقي من ولاية كروس ريفر، على بعد حوالي 110 كيلومتر (68 ميل) شرق مدينة أوغوجا و 65 كيلومتر (40 ميل) من بلدة أوبودو في منطقة الحكم المحلي أوبانليكو في ولاية كروس ريفر.  تقع على بعد حوالي 30 دقيقة بالسيارة من مدينة أوبودو وتبلغ مساحتها حوالي 332 كيلومتر (206 ميل) بالسيارة من كالابار، عاصمة ولاية كروس ريفر.  تتوفر خدمة الطيران العارض إلى مطار بيبي الذي يقع بين قرية أوبودو والمنتجع. شهدت المزرعة في الآونة الأخيرة تدفقًا من السياح النيجيريين والدوليين بسبب تطوير المرافق السياحية من قبل حكومة ولاية كروس ريفر، والتي حولت المزرعة إلى مركز شهير لقضاء العطلات والسياحة في نيجيريا. 

## التنظيم والتوعية والترويج
يتم تنظيم صناعة السياحة من قبل وزارة الإعلام والتوجيه الوطني الفيدرالية (نيجيريا) . في محاولة لرفع مكانة قطاع السياحة في البلاد، تم إنشاء مسابقة ملكة جمال السياحة النيجيرية في عام 2004. وكان الفائزون في أعوام 2004 و2005 و2006 على التوالي هم: شيرلي أغوتس، وأبيجيل لونج، وجلوريا زيريغبي. 
إن التحدي الذي يواجه صناعة السياحة في نيجيريا هو ندرة البيانات الدقيقة التي تلعب دورا أساسيا في صنع القرار الحكومي. لم يتمكن المكتب الفيدرالي للإحصاء (FOS) من جمع بيانات السفر لتطوير وتوحيد أبحاث السفر. في عام 2017، قاد بحث أولوفيكو في التصميم وتقاطعاته مع الأنثروبولوجيا، إلى رحلة داخل أريدو في سونجبو ، مما أعاد سرد السور إلى الحوار الاجتماعي.